# 姜邯賛
姜 邯賛（きょう かんさん、カン・ガムチャン、朝鮮語: 강감찬、948年 - 1031年）は、高麗の重臣・武将。初名は殷川。本貫は衿川姜氏（現衿川区始興洞）。ソウル市冠岳区奉天洞（落星垈）で生まれた。
983年に36歳で科挙に合格した。文官として礼部司郎などを務めたが、1018年には軍人として上元帥になり、鴨緑江を渡り侵入してきた契丹の大軍（契丹の高麗侵攻も参照）と対峙し、蕭排押率いる契丹大軍を興化鎮にて殲滅した（亀州大捷、クジュ大捷）。著書には「楽道梶倨集」、「求善集」などがある。
2005年3月、姜邯賛の名の付いた駆逐艦・姜邯賛が進水した。

## 逸話
- 姜邯賛は身が小さくてあばたづらだった。伝説によれば、姜邯賛は元々美男だったが、優男は大業を成しにくいと言って、天然痘の神を呼んであばたづらになったと言う。
- 姜邯賛が生まれた時に空から大きい星が落ちて彼の家に入ったと言われ、彼が生まれた所を落星垈と呼ぶ。宋の使臣が彼を見て「廉貞星（星の名）が中原では見えなかったが、東方にあった」と言ったという伝説もある。
- 姜邯賛が漢陽判官だった時、漢陽（現ソウル市）には虎が多かった。姜邯賛が老僧に化けた老虎を叱ると、老虎は翌日に他の虎たちを導いて漢陽を離れたという伝説がある。

## 登場作品

### テレビドラマ
- 千秋太后（2009年、KBS2）演：イ・ドックァ
- 高麗契丹戦争（2023年 - 2024年、KBS2大河ドラマ）演：チェ・スジョン